# Martin Heinrich Gustav Schwantes
Martin Heinrich Gustav Schwantes ( Bleckede, Lüneburg, 18 de septiembre de 1881 - Hamburgo, 17 de noviembre de 1960), fue un arqueólogo, historiador y botánico alemán. Fue un autodidacta puro en arqueología, y se desempeñó como maestro entre 1903 y 1923. 

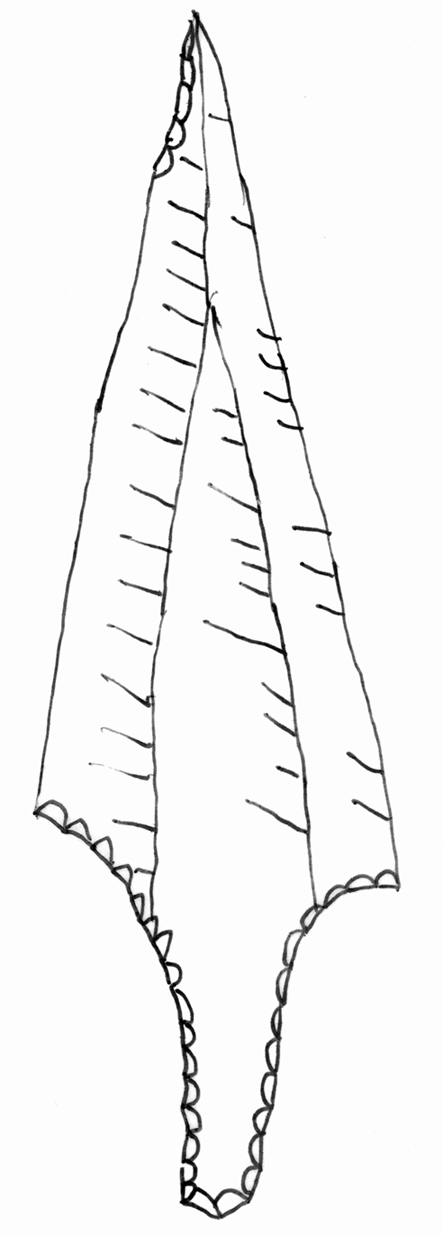
Un artefacto aguzado (lezna o arma) de la cultura de Bromme.

## Biografía
A los 16 años excavó por primera vez tumbas en urnas, en el sector en torno a Uelzen (Baja Sajonia); a los 18 años, mantenía contacto activo por carta con la Directora del Museo de Antigüedades de Kiel, Johanna Mestorf, quien en 1901 le ofreció un cargo como conservador en el museo, pero él no lo aceptó. Aprovechando su contacto con Carl Schuchardt, publicó los primeros artículos sobre las urnas tumbas de la edad de hierro y sobre una cronología revisada de la prehistoria.. Escribió varios libros populares sobre la prehistoria de Alemania del Norte.
Se graduó en geología y botánica en Hamburgo en 1923, con una disertación sobre la Cultura de Bromme, del siglo X a. C. Como botánico trabajó entre otras cosas, con la flora esteparia de Sudáfrica.
Para su obra Pareys Blumengärtnerei (1958) cultivó plantas de la familia Aizoaceae, uno de cuyos géneros, en su honor ha sido denominado Schwantesia. Además se designaron también algunas especies vegetales con su nombre.
En 1924 se convirtió en colaborador de medio tiempo y en 1926 en Conservador del Museo de Etnología y Prehistoria de Hamburgo.
En 1928 fue nombrado profesor de la Universidad de Hamburgo. En 1929 se convirtió en director del Museo Arqueológico nacional de Kiel. Desde 1931 profesor invitado y desde 1937 profesor titular de prehistoria y protohistoria en Kiel. Se le considera como el fundador de la escuela de Kiel.
Por sus estudios de ciencias naturales, representó un enfoque interdisciplinario en la arqueología, sobre todo en cuanto a la inclusión de la botánica y la antropología en la reconstrucción del mundo antiguo.
En 1946 se jubiló, pero permaneció como director del Instituto Nacional de Prehistoria e Historia Temprana. Él mismo condujo las excavaciones del lugar de descubrimiento mesolítico de Duvensee y promovió la reapertura de las excavaciones en el asentamiento vikingo de Haithabu. En su libro sobre la prehistoria de Schleswig-Holstein (1958) defendió la hipótesis de la presencia de una población preindoeuropea en la región. Entre sus alumnos se contaron Herberto Jankuh y Alfred Rust.

## Algunas publicaciones
- Deutschlands Urgeschichte 1908
- Die Gräber der ältesten Eisenzeit im östlichen Hannover in: Prähistorische Zeitschrift Vol. 1, 1909. 140 - 162
- Die Bedeutung der Lyngby-Zivilisation für die Gliederung der Steinzeit Hamburgo 1923
- Führer durch Haithabu 1932
- Zur Geschichte der nordischen Zivilisation. Hamburgo: Evert, 1938
- Die Geschichte Schleswig-Holsteins. 1. Vorgeschichte Schleswig - Holsteins 1939
- Geschichte Schleswig-Holsteins. Die Urgeschichte. Vol. 1, Teil 1. Neumünster 1958
- The Cultivation of the Mesembryanthemaceae, 1953
- Flowering Stones and Mid-Day Flowers, 1957

## Honores

### Epónimos
Género
- (Aizoaceae) Schwantesia L.Bolus[1]

Especies
- (Aizoaceae) Conophytum schwantesii G.D.Rowley[2]

- (Aizoaceae) Gibbaeum schwantesii Tischer[3]

- (Aizoaceae) Lithops schwantesii Dinter[4]

- (Aizoaceae) Mesembryanthemum schwantesii Dinter ex Schwantes[5]

- (Aizoaceae) Titanopsis schwantesii Schwantes[6]

- (Aizoaceae) Verrucifera schwantesii N.E.Br.[7]

- (Cactaceae) Echinopsis schwantesii Frič[8]